# Día de las Américas
El Día de las Américas es una celebración anual que tiene lugar el 14 de abril en todas las repúblicas americanas, como símbolo de su soberanía y de su unión voluntaria en una comunidad continental. Cada año, sea por promulgación presidencial o legislativa, esta celebración es conmemorada en ciudades, pueblos y comunidades.
El primer Día de las Américas fue celebrado a lo largo del continente americano en 1931. Se eligió el 14 de abril por ser la fecha de 1890 en que, mediante resolución de la Primera Conferencia Internacional Americana (celebrada en el Distrito de Columbia, entre octubre de 1889 y abril de 1890), se crearon la Unión de las Repúblicas Americanas y su secretaría permanente, la Oficina Comercial de las Repúblicas Americanas. Estas dieron paso a la Unión Panamericana y finalmente a la actual Organización de los Estados Americanos (OEA) en 1948.
Honduras, Guatemala y Haití declararon el 14 de abril como fiesta nacional. En estas y otras naciones de la por entonces Unión Panamericana hubo recepciones diplomáticas, celebraciones públicas y civiles, programas en las escuelas y una gran cantidad de proclamaciones promoviendo los principios del panamericanismo.
Una de esas declaraciones aseguró que en el espíritu del panamericanismo, las naciones de América podrían 

reafirmar los ideales de paz y solidaridad continental que todos profesan, fortalecer sus lazos naturales e históricos y recordar los intereses comunes y aspiraciones que hacen a los países del "hemisferio" un centro de influencia positiva en el movimiento universal a favor de la paz, la justicia y la ley entre las naciones.

## Himno de las Américas
Este himno suele ser cantado durante las celebraciones de este día; su letra es atribuida a Rodolfo Sciamarella. Tiene varias versiones; las diferencias están en los versos en las que se listan los países. La versión original a continuación que incluye a Cuba: 
Un canto de amistad, de buena voluntad,
unidos nos tendrá eternamente.
Por nuestra libertad, por nuestra lealtad
debemos de vivir gloriosamente.
Un símbolo de paz, alumbrará el vivir
de todo el continente americano.
Fuerza de optimismo, fuerza de hermandad
será este canto de buena voluntad.
Argentina, Brasil y Bolivia,
Colombia, Chile y Ecuador,
Uruguay, Paraguay, Venezuela,
Guatemala y El Salvador,
Costa Rica, Haití, Nicaragua,
Honduras y Panamá,
Norteamérica, México y Perú,
Cuba, Santo Domingo y Canadá
¡Son hermanos soberanos de la libertad!
¡Son hermanos soberanos de la libertad!

Nótese que en la lista de países se que incluye a Cuba y se menciona a Estados Unidos de América como Norteamérica (que es el nombre de la región norte del continente americano, que incluye a Canadá, Estados Unidos, México y Bermuda).
Sin embargo, la versión más conocida, citada a continuación, es la que excluye a Cuba, pues este país estuvo expulsado de la OEA entre 1962 y 2009 e incorpora a Santo Domingo (República Dominicana).
Argentina, Brasil y Bolivia,
Colombia, Chile y Ecuador,
Uruguay, Paraguay, Venezuela,
Guatemala y El Salvador,
Costa Rica, Haití, Nicaragua,
Honduras y Panamá,
Norteamérica, México y Perú,
Santo Domingo y Canadá
Nótese la omisión de Cuba, y la inclusión de Santo Domingo.
Existe otra versión, que incluye a Cuba y que es la utilizada en dicho país, es la siguiente:
Argentina, Brasil y Bolivia,
Colombia, Chile y Ecuador,
Uruguay, Venezuela, Honduras
Guatemala y El Salvador,
Costa Rica, Haití, Nicaragua,
Cuba y Paraguay,
Norteamérica, México y Perú,
Santo Domingo Canadá y Panamá
Nótese la omisión de Canadá, que se considera englobada dentro de Norteamérica. Sin embargo se nombra a México, que también pertenece a Norteamérica.